# Coprophanaeus pertyi
Coprophanaeus pertyi là một loài bọ cánh cứng trong họ Bọ hung (Scarabaeidae).